# آنخل ساراپیو
آنخل ساراپیو (اسپانیایی: Angel Sarrapio‎؛ زادهٔ ۲۱ فوریهٔ ۱۹۵۹) دوچرخه‌سوار اهل اسپانیا است. وی در مسابقات تور دو فرانس شرکت کرده است.